# Казки Гофмана
«Казки Гофмана» (фр. Les contes d'Hoffmann) — остання опера французького композитора Жака Оффенбаха. Все своє творче життя Жак Оффенбах мріяв створити «серйозний твір», проте, знаходячись у полоні бажаючої розваг мінливої паризької публіки, був вимушений писати затребувані водевілі, музичні комедії, оперети. За іронією долі створити свій шедевр — єдину оперу «Казки Гофмана» Оффенбах зміг лише наприкінці життя, принижений, ображений, майже забутий легковажною столицею Франції.
Прем'єра «Казок Гофмана» відбулася вже після смерті композитора, 10 лютого 1881 року в Паризькому театрі Opéra Comique.

## Історія створення
Народження опери супроводжувалось безкінечними авторськими переробками номерів, перестановкою фрагментів і цілих актів. Опера була закінчена Е. Гіро; аутентичного її рукопису не існує, а партитури перших вистав, які могли б внести ясність, знищені під час пожеж у 1881 році в «Рінгтеатр» у Відні та у 1887 році в «Opéra Comique» у Парижі.

## Структура
Структура оперної дії «Казок Гофмана» має низку специфічних особливостей. Розвиток дії, джерелом якого стає конфлікт між руйнівними силами зла і творчими силами кохання, здійснюється через контрастне зіставлення завершених картин-дій. Сцена рауту в І акті змінюється похмурим, тривожно-містичним II актом, який, в свою чергу, яскраво контрастує з буйством оргії в палаццо куртизанки у III акті. В опері поєднуються принципи наскрізної побудови і номерної структури, розвинута система лейтмотивів відсутня.

## Персонажі
Головний герой опери «Казки Гофмана» — Гофман, романтичний митець, який шукає втілення своєї мрії про ідеальне кохання та три жіночих персонажі — Олімпія, Антонія та Джульєтта, які являють собою контрастні фігури. Кожна з них яскрава особистість і певний тип жінки. Антонія — донька радника Креспеля, юна дівчина, обдарована співачка. Проте саме талант стає причиною її смерті. Антонія, фактично, єдина з трьох героїнь, достойна кохання Гофмана. Лише вона має дійсно творчу натуру, багатий внутрішній світ, лише в ній він не розчаровується. Взаємини героїв особливі, вони скріплені глибинною спорідненістю душ. Тому разом зі смертю Антонії життя для митця втрачає значення, і він легко віддає його у владу розпусти.
Джульєтта — венеційська куртизанка, жінка властолюбна, приваблива і надзвичайно ефектна. Джульєтта власниця палацу розваг, куди в пошуках забуття навідується Гофман. Через її надмірну любов до золота та блиск коштовностей нею володіє чарівник Дапертутто, якому вона продала власну душу.
Олімпія — лялька, зібрана двома шарлатанами: фізиком Спаланцані та оптиком Коппеліусом з метою продажі за 500 дукатів. Олімпія
в прямому розумінні слова — ілюзія.